# Movement for Reform Judaism
Das  Movement for Reform Judaism (bis Juni 2005, Reform Synagogues of Great Britain) ist die Hauptorganisation des Reformjudentums im Vereinigten Könikreich.
Die ersten jüdischen Reformgemeinden in Großbritannien waren die West-London-Synagoge und die Manchester-Synagoge in der Mitte des 19. Jahrhunderts. Bis 1942, als die erste gemeinsame Organisation gebildet wurde, hatte sich die Zahl der die Zahl der jüdischen Reformgemeinden auf sechs erhöht. Diese Organisation, die  Associated British Synagogues, entwickelten sich zur landesweiten Associated Synagogues of Great Britain,  und im Jahre 1958 zu den Reform Synagogues of Great Britain, der Name der bis 2005 gültig war.
Die Organisation bezweckt die Wiederbelebung der Beteiligung am Gemeindeleben unter britischen Juden mit besonderem Augenmerk auf Kinder, Jugendliche und Familien, in denen ein Mitglied des Paares nicht halachisch jüdisch ist. Dank dieser Arbeit für das Wohlergehen und die Entwicklung von Jugendlichen ist die Bewegung für das Reformjudentum Mitglied des National Council for Voluntary Youth Services (NCVYS).

## Wichtige Personen
- Rabbi DTony Bayfield CBE
  - Präsident (seit 2011)[2]
  - Leiter der Bewegung (1994–2011)[2]
- Robert Weiner
  - Vorsitzender (seit 2013)[3][4]
- Gary Copitch
  - stellvertretender Vorsitzender (seit 2013)[3][4]
- Rabbi Sybil Sheridan
  - Vorsitzende der Versammlung der Reformrabbiner im Vereinigten Königreich (seit 2013)[4][5]
- Rabbi Laura Janner-Klausner
  - Nationale Rabbinerin der Bewegung  (2011–2020)[6]
- Rabbi Debbie Young-Somers
  - Bildungsbeauftragte[7][8]